# Castruccio Castracane degli Antelminelli
Castruccio Castracane degli Antelminelli, italijanski rimskokatoliški duhovnik, škof in kardinal, * 21. september 1779, Urbino, † 22. februar 1852, Rim.

## Življenjepis
15. aprila 1833 je bil povzdignjen v kardinala in imenovan za kardinal-duhovnika S. Pietro in Vincoli.
11. decembra 1834 je bil imenovan za prefekta Kongregacije za odpustke in relikvije. 7. oktobra 1837 je postal uradnik Rimske kurije.
22. januarja 1844 je bil imenovan za kardinal-škofa Palestrine. 11. februarja istega leta je prejel škofovsko posvečenje.
Umrl je 22. februarja 1852.